# Streževoj
Streževoj (rusky Стрежево́й) je město v severozápadní části Tomské oblasti v asijské části Ruska. Žije zde přibližně 39 tisíc obyvatel. Město bylo založeno v roce 1966 a leží na břehu řeky Pasol.

## Historie
Město vzniklo na místě rybářské vesnice Streževoje. Jeho název pochází z ruského nářečního стреж, стрежень – příkrý svah řeky, koryto, proud. Vesnice byla založena v roce 1931 (dle některých zdrojů 1932). Impulsem k rozvoji této oblasti se stalo odkrytí ložisek ropy. Oficiálním datem vzniku města je 1. září 1966. Dne 5. dubna 1978 získal status města a od roku 2004 je městským okruhem.
Ještě před vznikem města byly na jeho místě sídla východních Chantů.

## Fyzicko-geografická charakteristika
Streževoj leží 635 km severozápadně od Tomsku. Je obklopen teritoriem Alexandrovského rajonu a na severozápadě hraničí s Nižněvartovským rajonem, ležícím v Chantymansijském autonomním okruhu. Město se rozkládá v zóně severní tajgy a močálů, na pravostranném přítoku řeky Ob – Pasolu.
Od konce května do srpna nastává období „bílých nocí“.

### Klima
Město Streževoj leží v oblasti Dálného severu. Klima je výrazně kontinentální s dlouhou zimou a krátkým létem. Dle Köppenovy klasifikace se nachází v subarktickém pásu (index Dfc). Průměrná teplota vzduchu činí −2,5 °C, absolutní minimální −62 °C a absolutní maximální +40 °C. Sníh zde leží 195 dní v roce a dosahuje výšky 60–90 cm. Roční úhrn srážek se pohybuje od 425 mm do 625 mm (průměrně 500 mm).

## Doprava
Pro Streževoj je charakteristická absence dálnic a železnic. Nejbližší říční přístav Koltogorsk se nachází 12 km daleko na řece Ob. V létě je základem dopravy letecká a vodní doprava, v zimním období letecká a ledové silnice. Nejbližší železniční stanice je v 63 km vzdáleném Nižněvartovsku v Chantymansijském autonomním okruhu.

## Ekonomika
Důležitým odvětvím ekonomiky je těžba ropy. Tu provádí společnost Tomskněfť, patřící ruské společnosti Rosněfť. Rozvinuto je i zemědělství.
Nacházejí se zde banky, hotely i obchody (50–60 malých obchodů, obchodní komplex Sosna).

## Galerie

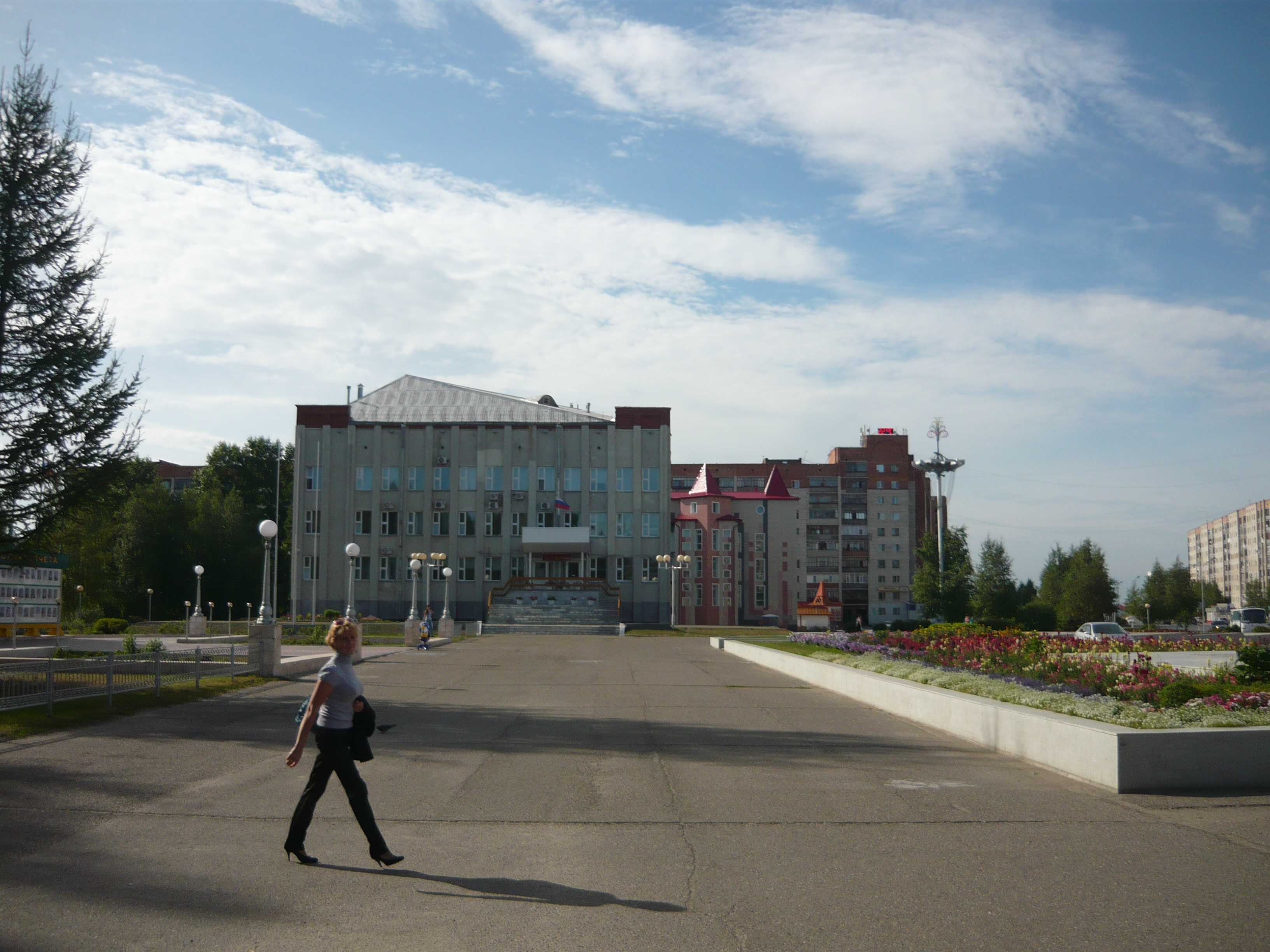
Administrarivní budova města
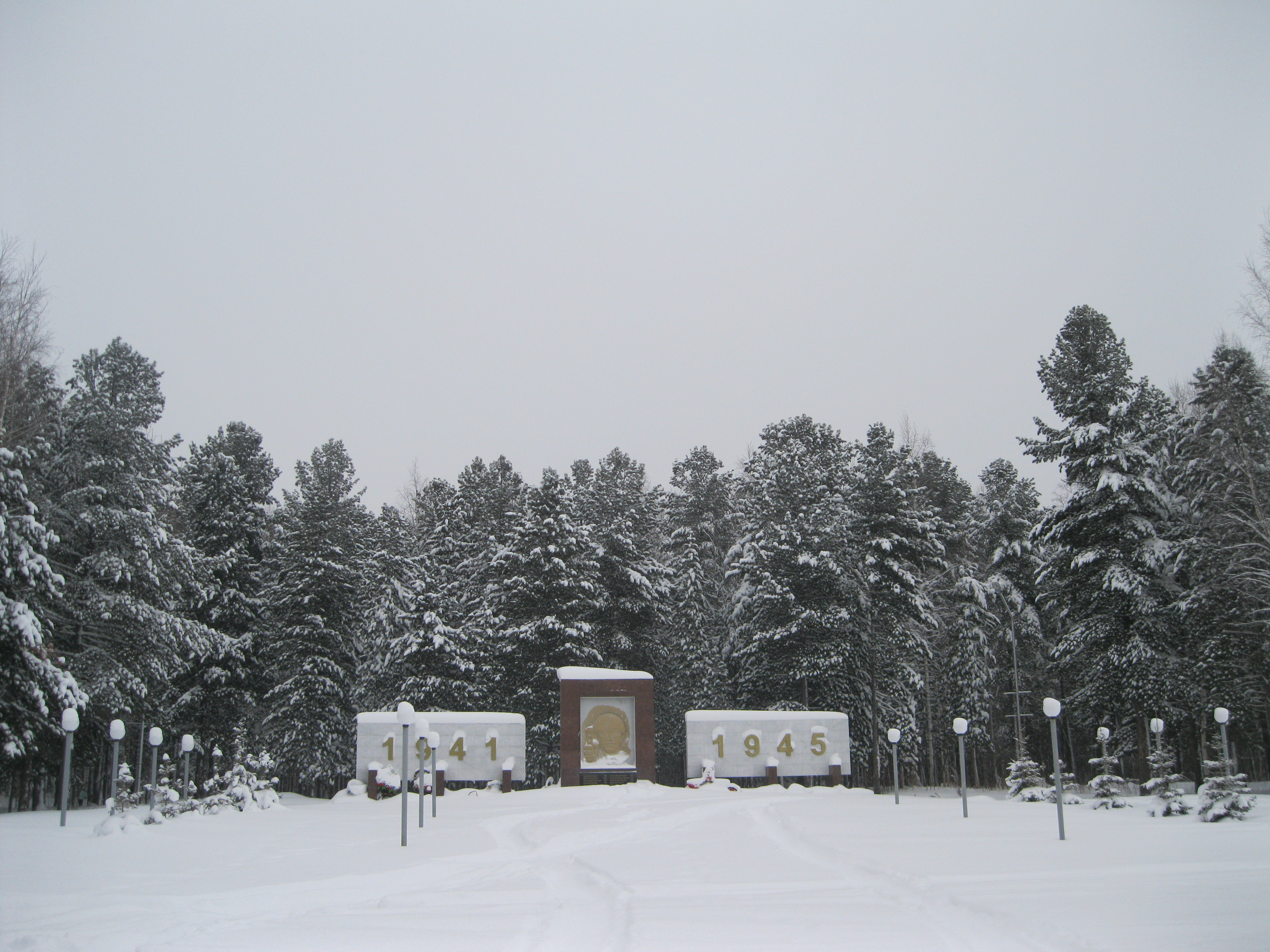
Památník padlým ve Velké vlastenecké válce
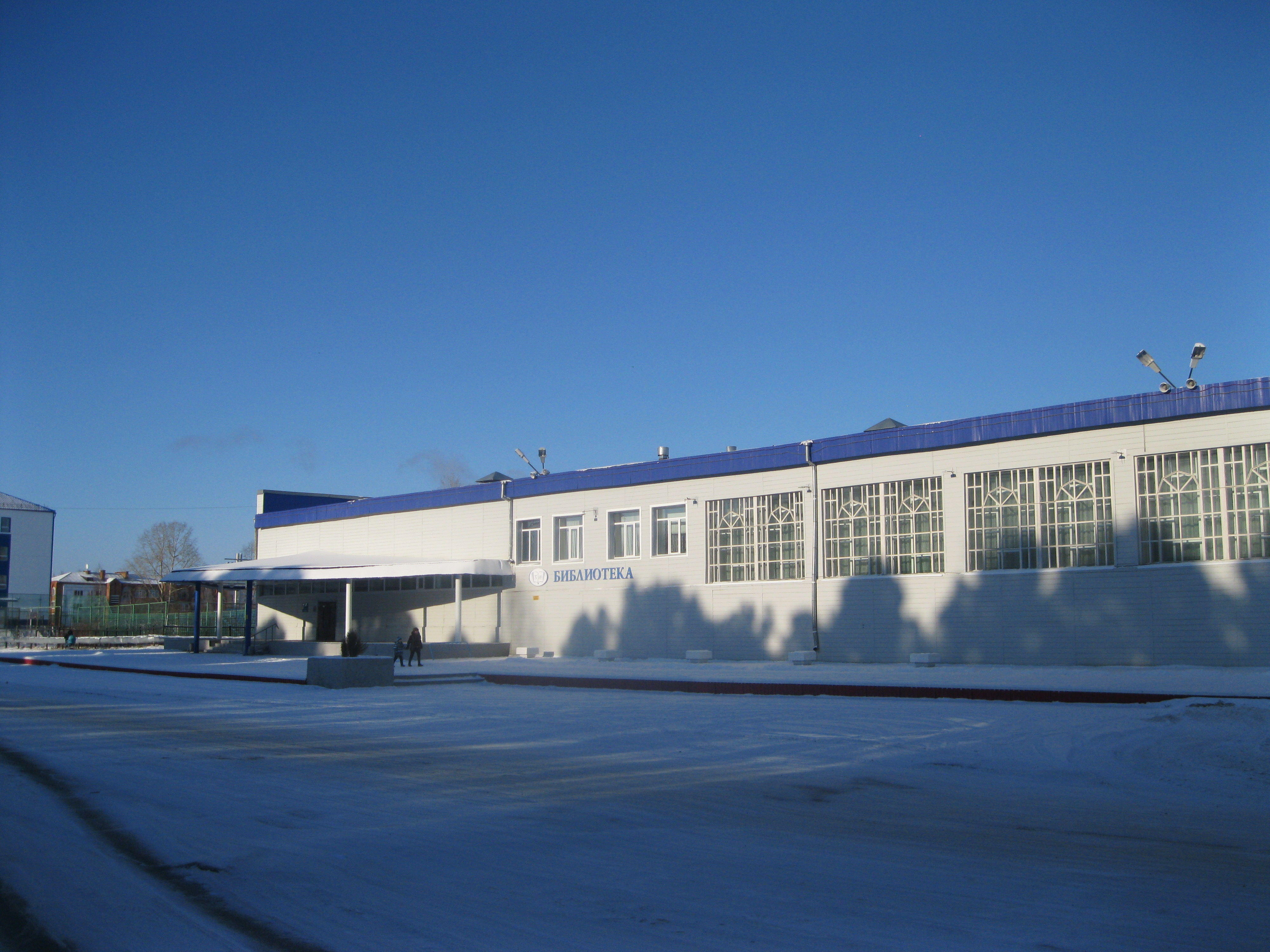
Centrální knihovna
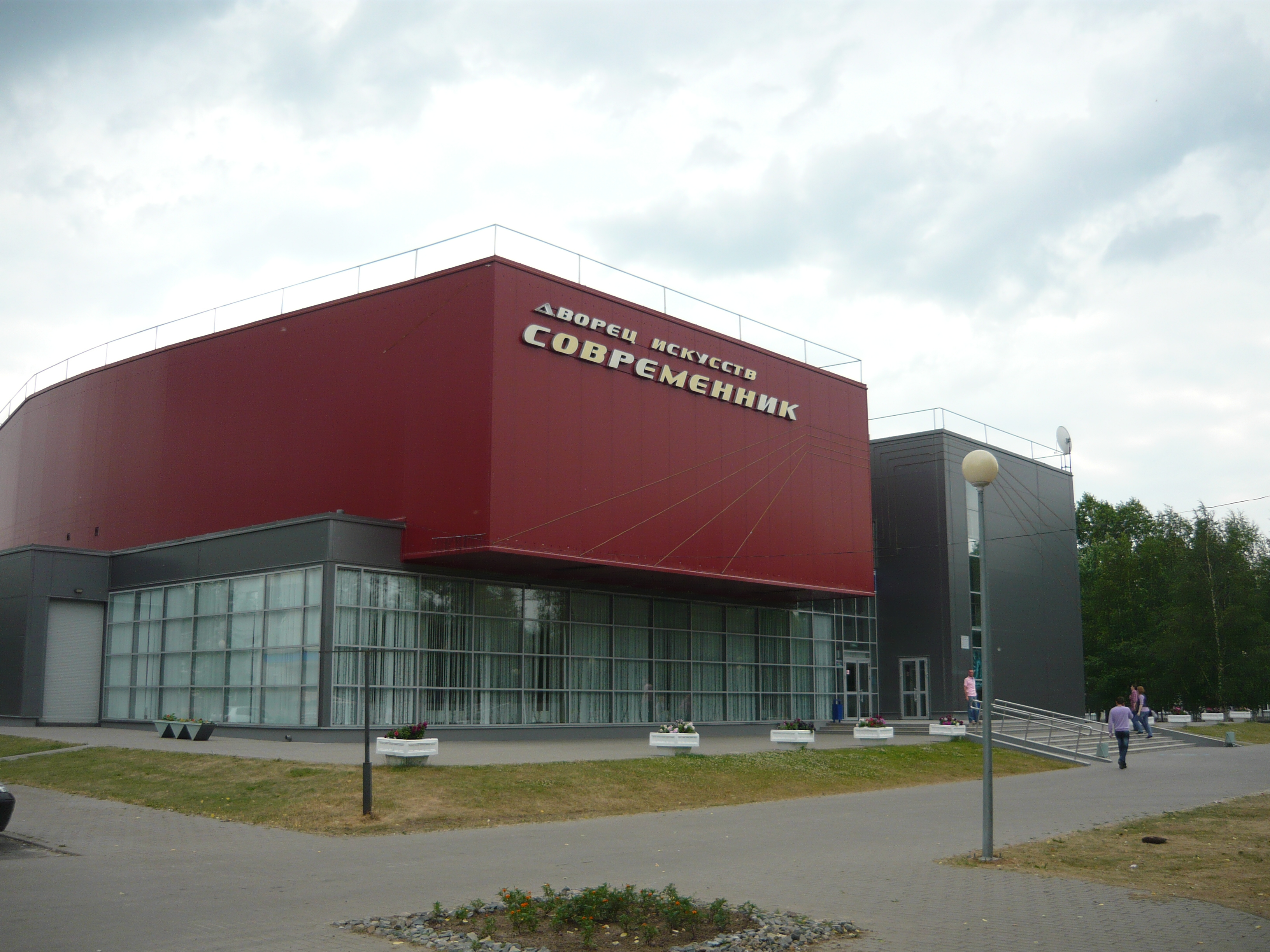
Palác kultury „Sovremennik“
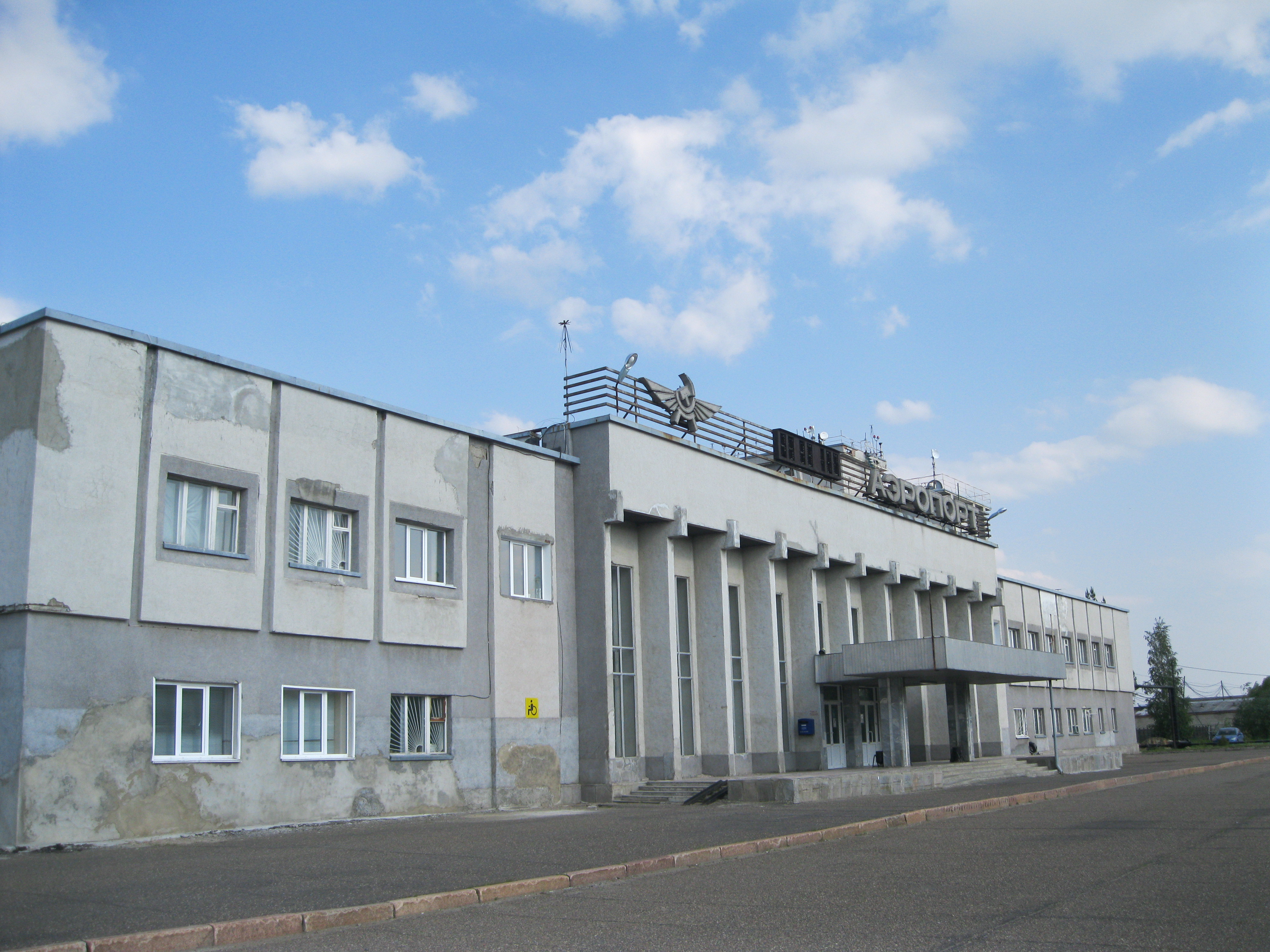
Terminál letiště
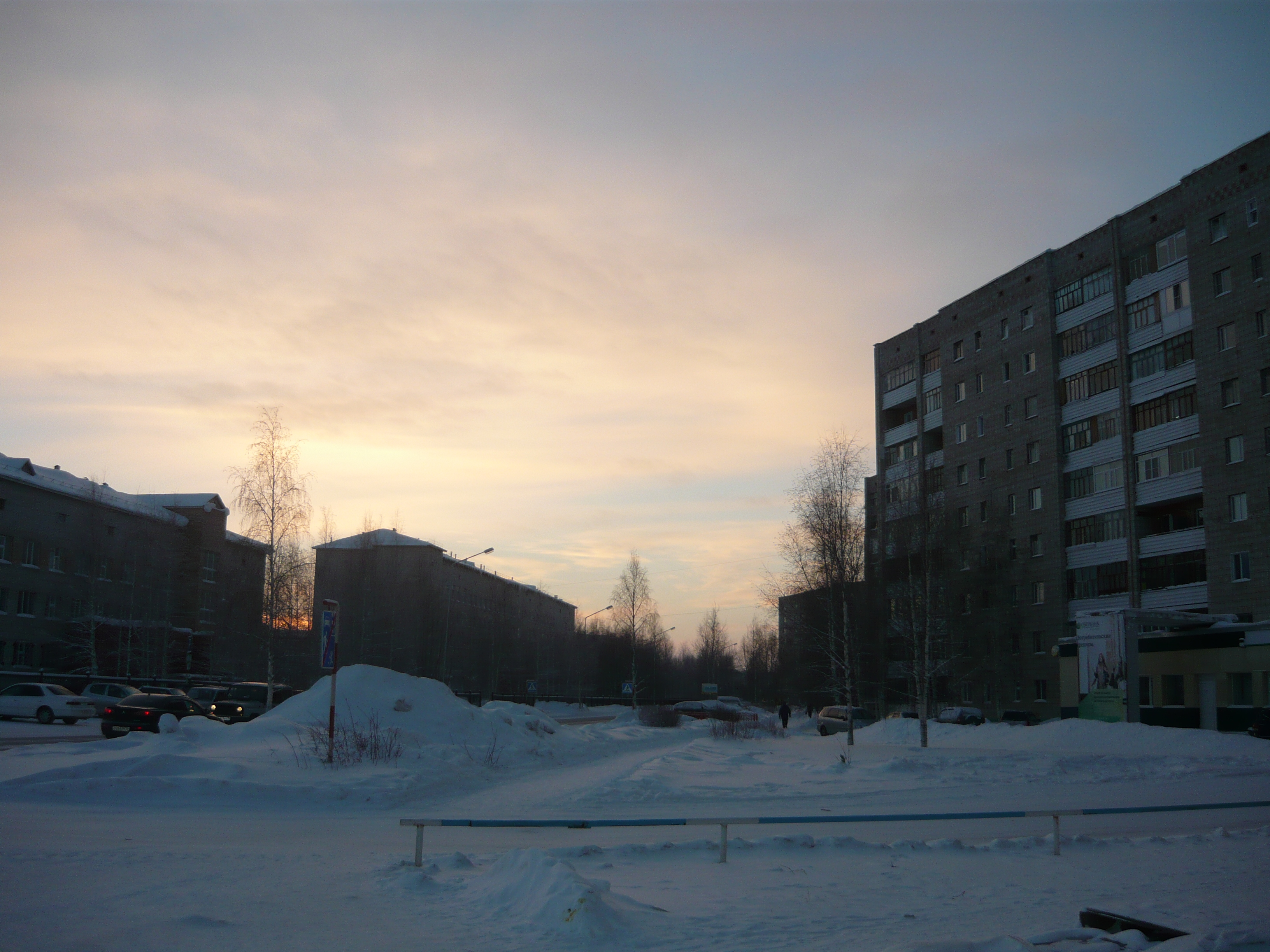
Ulice „Komsomolská“
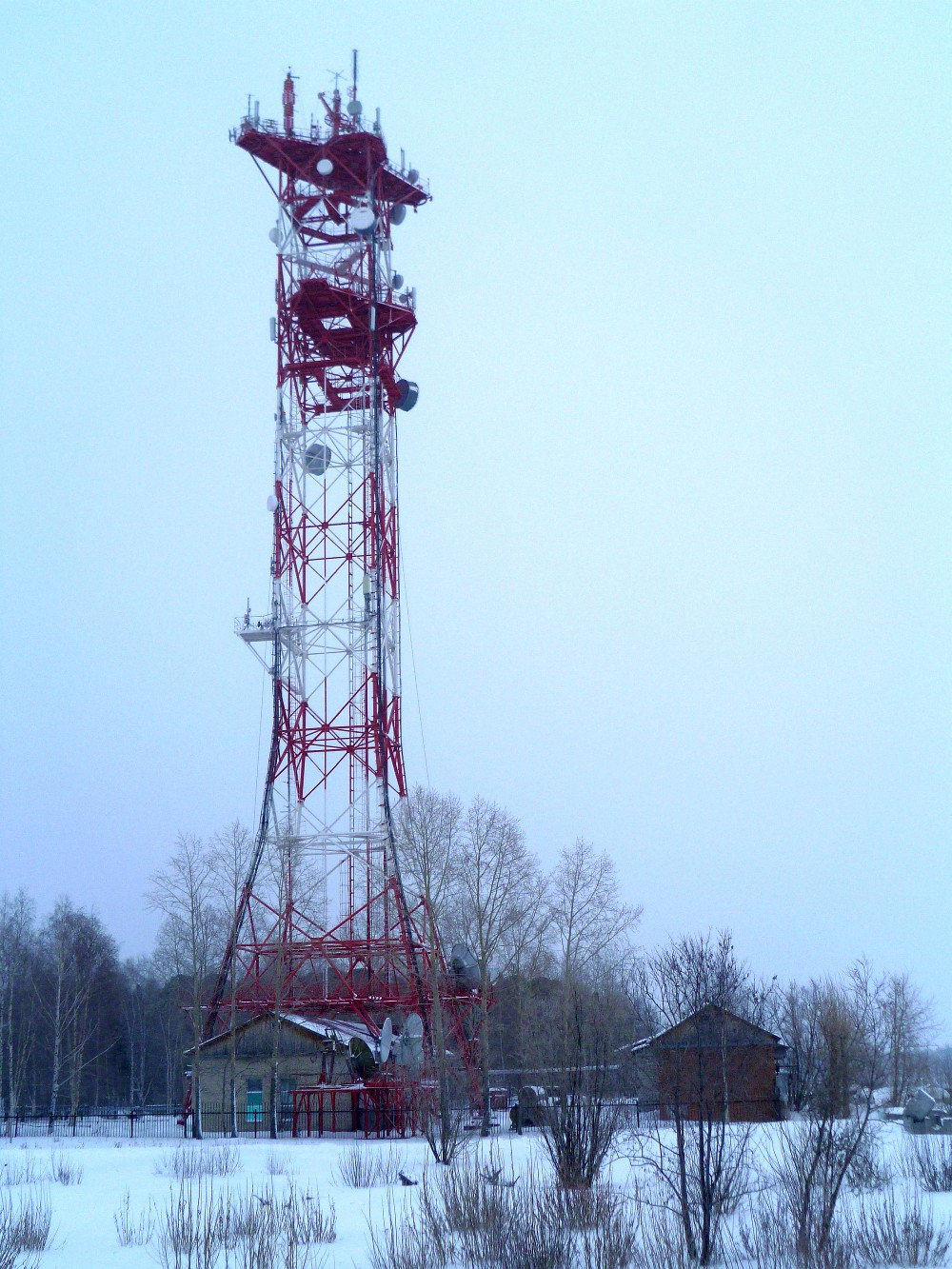
Radiotelevizní stanice „Streževoj“
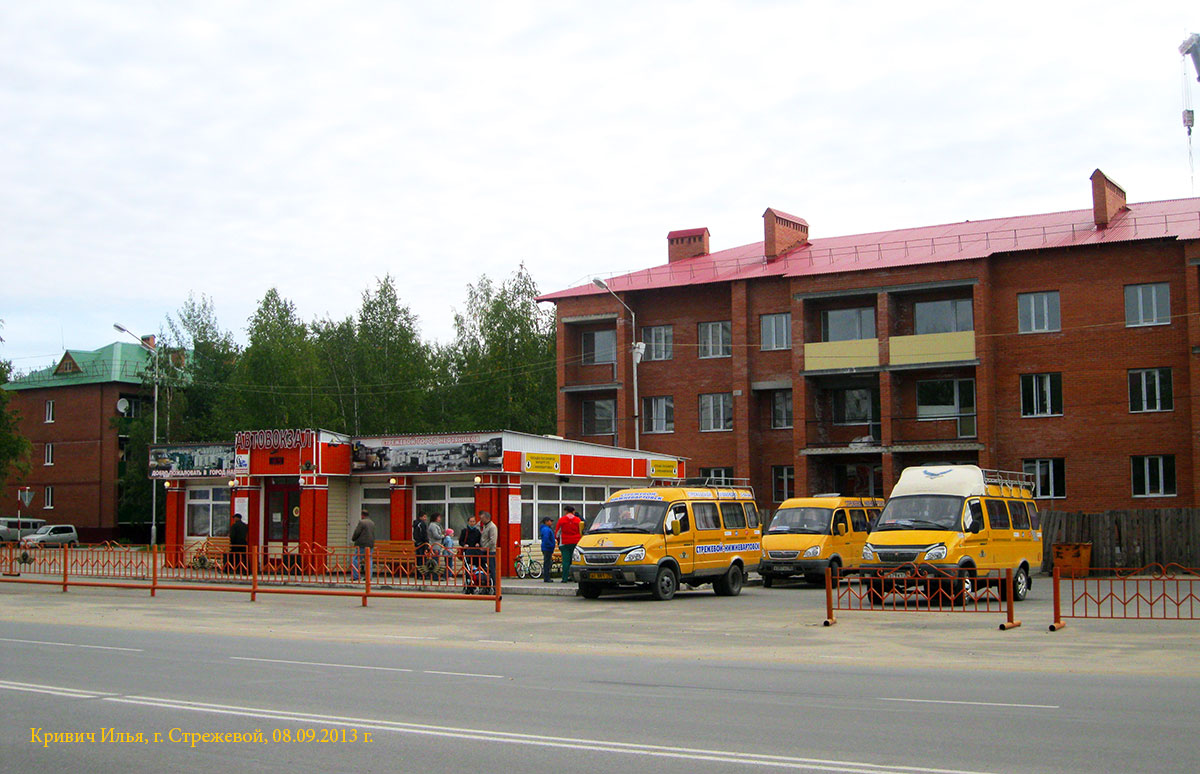
Autobusové nádraží
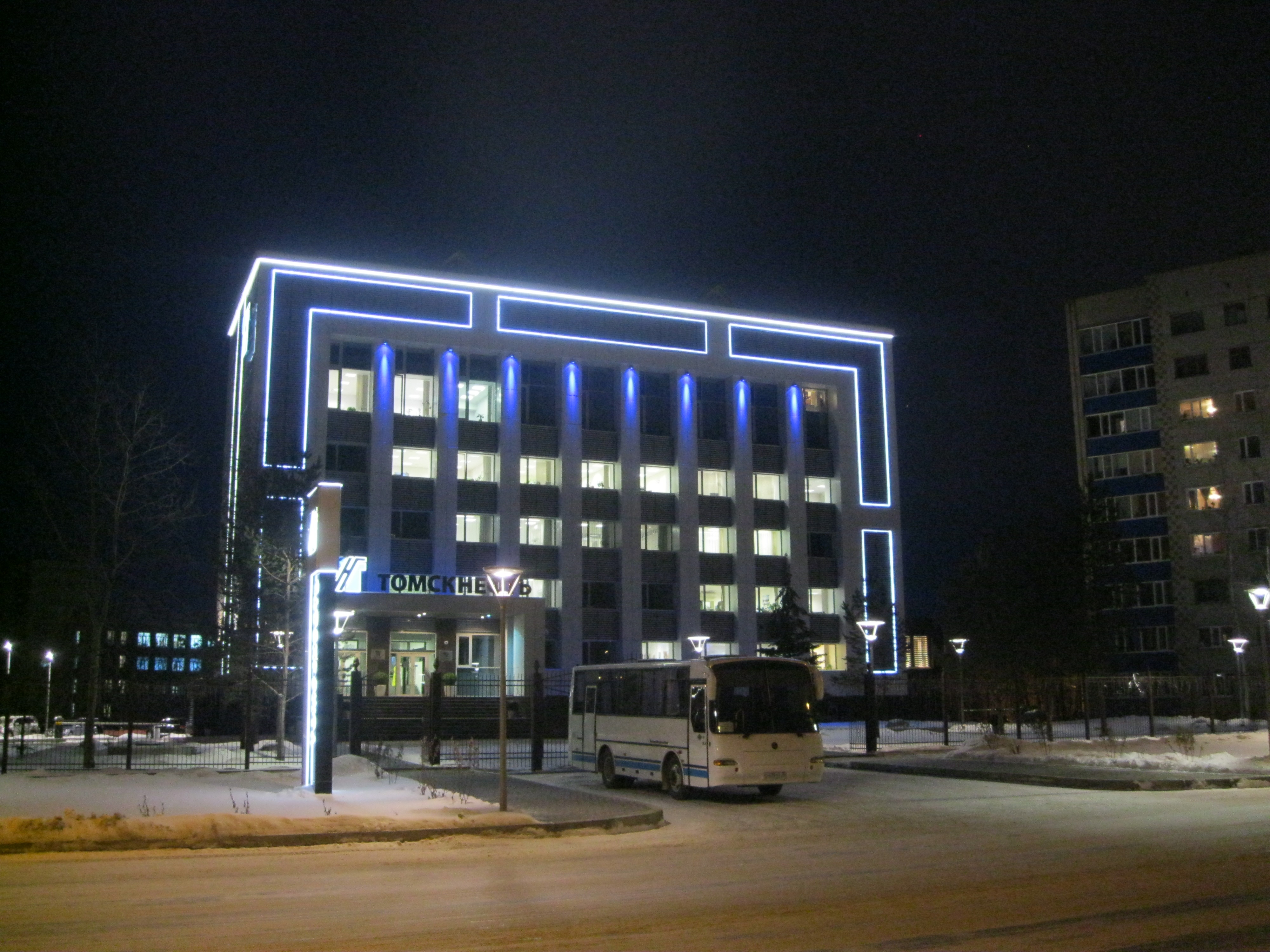
Kancelářská budova společnosti Tomskněfť v ulici Strojitělej